# Jezioro Zaleskie (Pojezierze Południowokrajeńskie)
Jezioro Zaleskie – jezioro położone częściowo w granicach administracyjnych Złotowa, w woj. wielkopolskim, w pow. złotowskim, leżące na terenie Pojezierza Południowokrajeńskiego. W granicach miasta leży 29,6 ha wschodniej części tego jeziora, pozostała część leży w gminie Złotów. Na południowy zachód od jeziora znajduje się miejscowość Zalesie.

## Morfometria
Powierzchnia zwierciadła wody według różnych źródeł wynosi od 140,0 ha do 148,9 ha lub 182,22 ha 
Zwierciadło wody położone jest na wysokości 108,4-108,5 m n.p.m. lub 108,1 m n.p.m.. Średnia głębokość jeziora wynosi 4,6 m, natomiast głębokość maksymalna 12,8 m.
W oparciu o badania przeprowadzone w 2002 r. jezioro zaliczono do III klasy czystości i III kategorii podatności na degradację. W 1996 roku wody jeziora nie spełniały norm czystości.
Nad jeziorem zlokalizowane są tu dwa strzeżone kąpieliska.